# تام در مزرعه
تام در مزرعه (به فرانسوی: Tom à la ferme) نام یک فیلم تریلر روانشناسانه ساخته زاویه دولان در سال ۲۰۱۳ میلادی می‌باشد.